# Enrico Cassi
Enrico Cassi (Cuasso al Monte, 1863 – Milano, 1913) è stato uno scultore italiano.
Le sue opere sono poco conosciute sebbene si trovino in alcune delle più belle piazze italiane e al Cimitero Monumentale di Milano. 
Morì all'età di 50 anni e non ebbe quindi il tempo di essere integralmente apprezzato nonostante i numerosi riconoscimenti ricevuti dagli enti locali e da parte del sovrano in persona.
Nel 1899 partecipò alla III Esposizione internazionale d'arte di Venezia.
(Antonio Piatti, VIGGIÙ-Terra d'artisti)

## Le opere

### Monumento alla famiglia Cairoli
Probabilmente la scultura più prominente dell'artista, che vide la luce pochi anni prima della sua scomparsa.

### Monumento alla famiglia De Daninos
Si trova al Cimitero Monumentale di Milano, Riparto Israeliti, Campo 1, tomba 4 ed è del 1906. Come scrive Giovanna Ginex nel suo libro sul Monumentale, "Lo scultore raffigura con un delicato maturo, linguaggio Liberty, la riunione dopo la morte delle anime dei due fratelli (Alba e Arnoldo de Daninos) tra cui fa da tramite la figura centrale, di spalle, di un angelo dalle grandi ali. La specchiatura che fa da sfondo al gruppo scultoreo racchiude un bassorilievo che simboleggia la speranza della vita oltre il sepolcro. Il monumento è in marmo di Carrara e pietra Botticino; sullo zoccolo - ormai quasi illeggibile - l'epigrafe: Alba / tu passasti/ fragile pellegrina sulla terra/ come passa un gentil impeto pio/ nel cor di un tristo / Arnoldo /angelicamente buono / profondamente eternamente pianto"

### Monumento al Generale Giuseppe Dezza
Il Monumento a Giuseppe Dezza si trova a Milano, in Via Marina angolo Via Palestro.
La statua fu commissionata nel 1898; Cassi era l'allievo prediletto di Francesco Barzaghi, lo stesso anno della morte del generale; fu pagata con una sottoscrizione pubblica ed eretta nel 1902.

### Monumento a Giorgio Assan
Il monumento a Giorgio G. Assan fu realizzato nel 1912 nel cimitero di Bucarest. L’imponente monumento (7 metri di lunghezza per 6 di altezza) fu progettato dallo scultore sia nella statuaria che nella parte architettonica. La statua principale è un’allegoria della Fede che si erge davanti al sarcofago centrale, nello sfondo un bassorilievo rappresenta un naufragio – simbolo della morte improvvisa del defunto. Nella parte antistante vi sono due sculture che rappresentano il Pensiero e il Riposo. Giorgio Assan era il presidente della Camera di Commercio di Bucarest .

## Galleria d'immagini

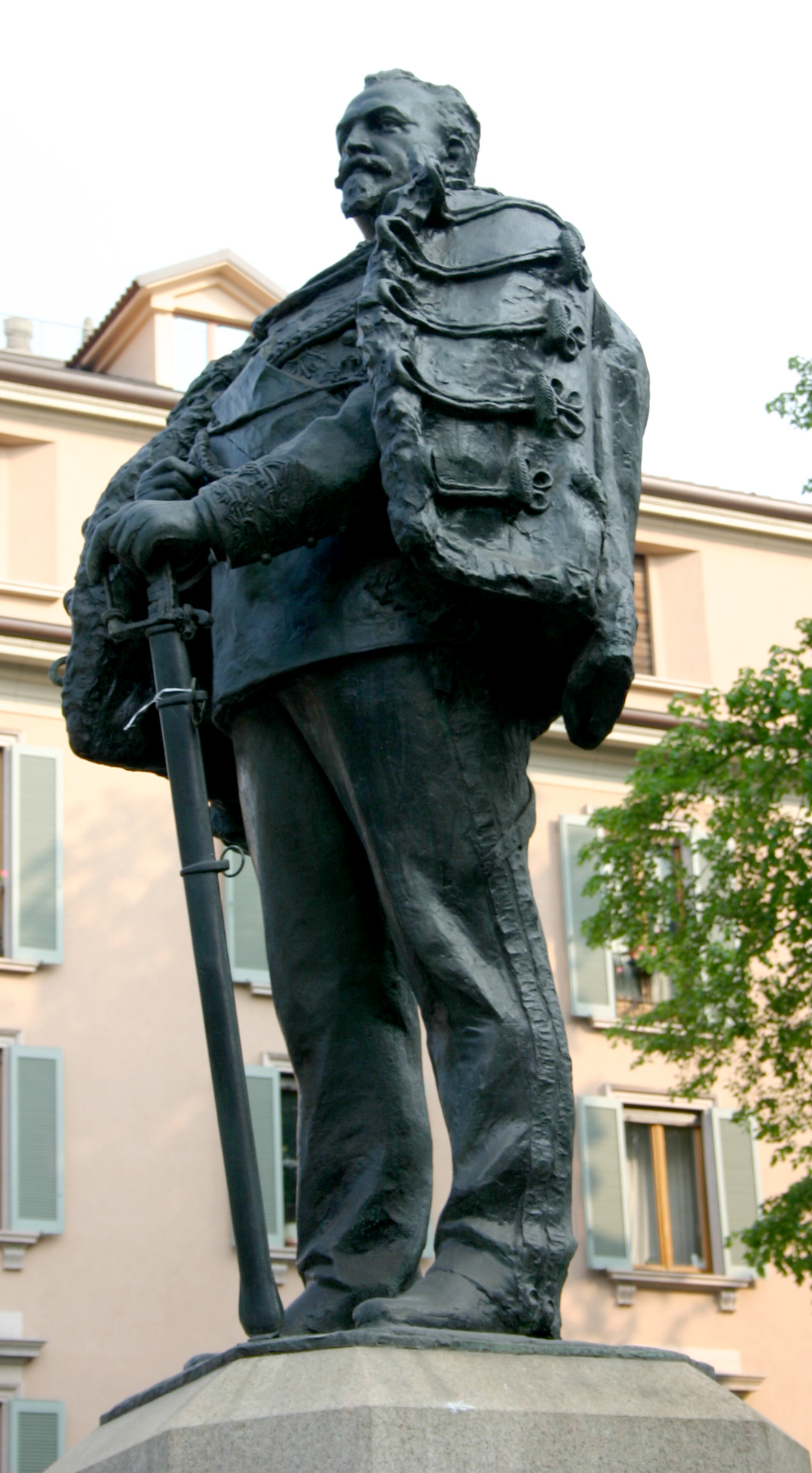
Monumento a Giuseppe Dezza (1902)
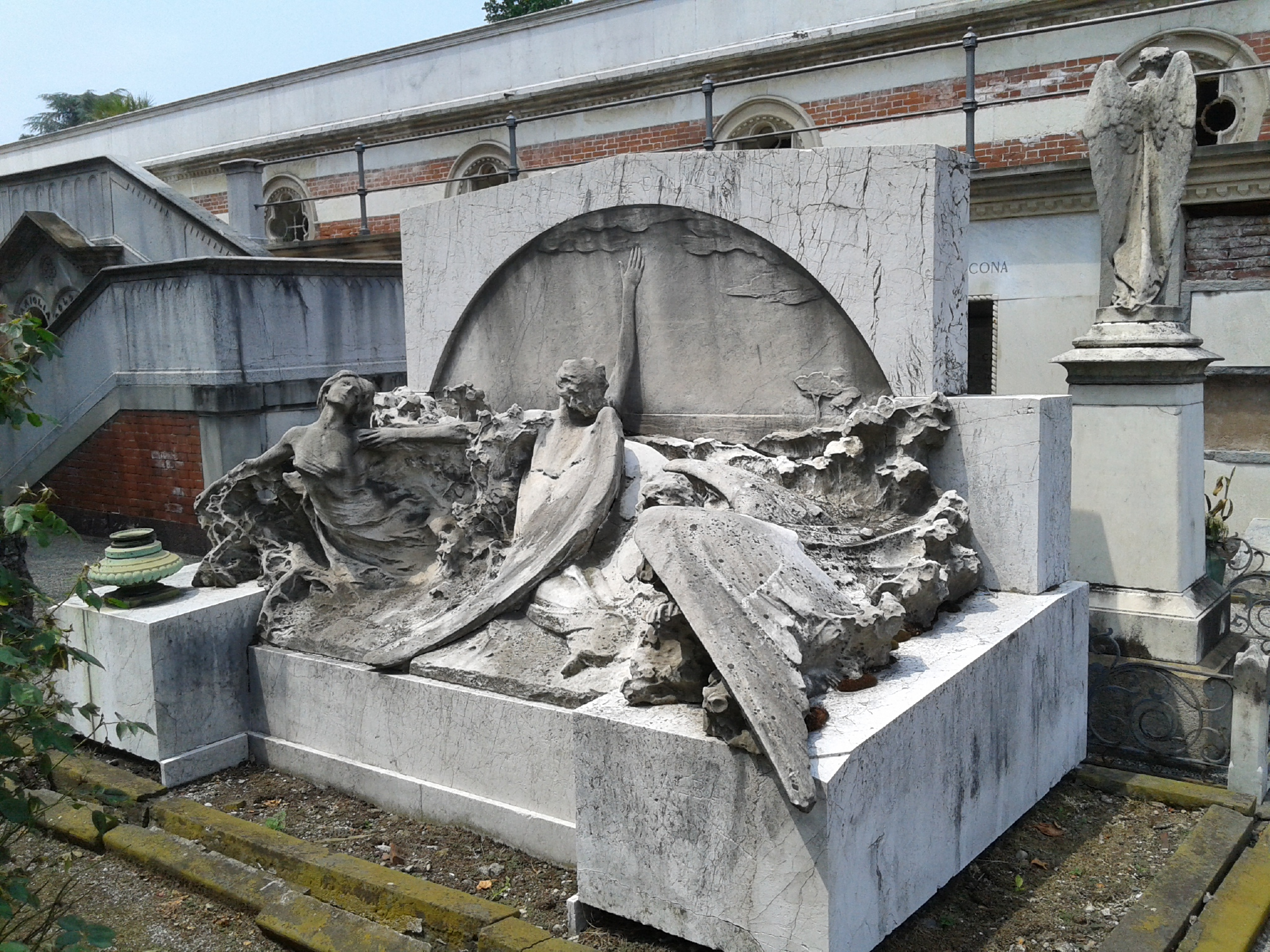
Monumento alla famiglia De Daninos (1906)
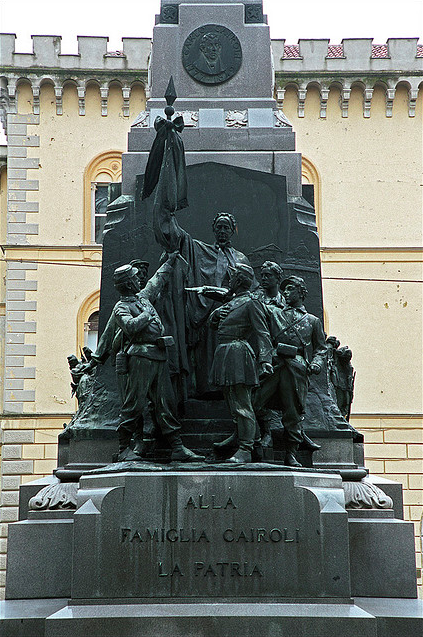
Monumento alla famiglia Cairoli (1910)